# 交错级数
交错级数是形如{\displaystyle \sum _{n=0}^{\infty }(-1)^{n}\,a_{n}}或{\displaystyle \sum _{n=0}^{\infty }(-1)^{n+1}\,a_{n}}的级数（an ≥ 0）。格兰迪级数是交错级数中{\displaystyle a_{n}=1}的特殊情况。

## 交错级数审敛法（莱布尼茨判别法）
关于交错级数，有一个审敛法：若各項非負的数列{\displaystyle a_{n}}单调递减且趋于零，则级数{\displaystyle \sum _{n=0}^{\infty }(-1)^{n}\,a_{n}}收敛。